# Алентежо
Алентежо (порт. Alentejo, Região do Alentejo) је регион у јужном делу Португалије. На западу је Атлантски океан, док је на истоку Шпанија. Има површину од 31.152 лм² (33% континенталног дела Португала) и 766.339 становника (стање 2001).
Име Алентежо значи: „Друга страна (реке) Тежо“. Главни град је Евора (око 45.000 становника).
Овај крај је био познат и просперитетан у доба Римљана и Мавара. Краљевина Португалија је заузела Алентежо 1249.
Регија је углавном рурална, а главна привредна активност је производња: плуте, вина, маслиновог уља и сира.